# Porte de Courcelles
De Porte de Courcelles is een toegangslocatie (porte) tot de stad Parijs, en is gelegen in het noordwestelijke 17e arrondissement.
De porte de Courcelles ligt op 300 meter ten oosten van de porte de Champerret en 600 meter ten westen van de porte d'Asnières. Het is gelegen op de kruising van de boulevard de Reims en de avenue Stéphane-Mallarmé op de kruising van de rue de Courcelles.
Het grenst aan de square Sainte-Odile.